# Полова (Черниговская область)
Полова (укр. Полова) — село в Прилукском районе Черниговской области Украины. Население — 215 человек. Занимает площадь 1,555 км². Протекает река Полова.
Код КОАТУУ: 7424188804. Почтовый индекс: 17542. Телефонный код: +380 4637.

## Власть
Орган местного самоуправления — Сухополовянский сельский совет. Почтовый адрес: 17542, Черниговская обл., Прилукский р-н, с. Сухополова, ул. Черниговская, 32.